# Pavonat

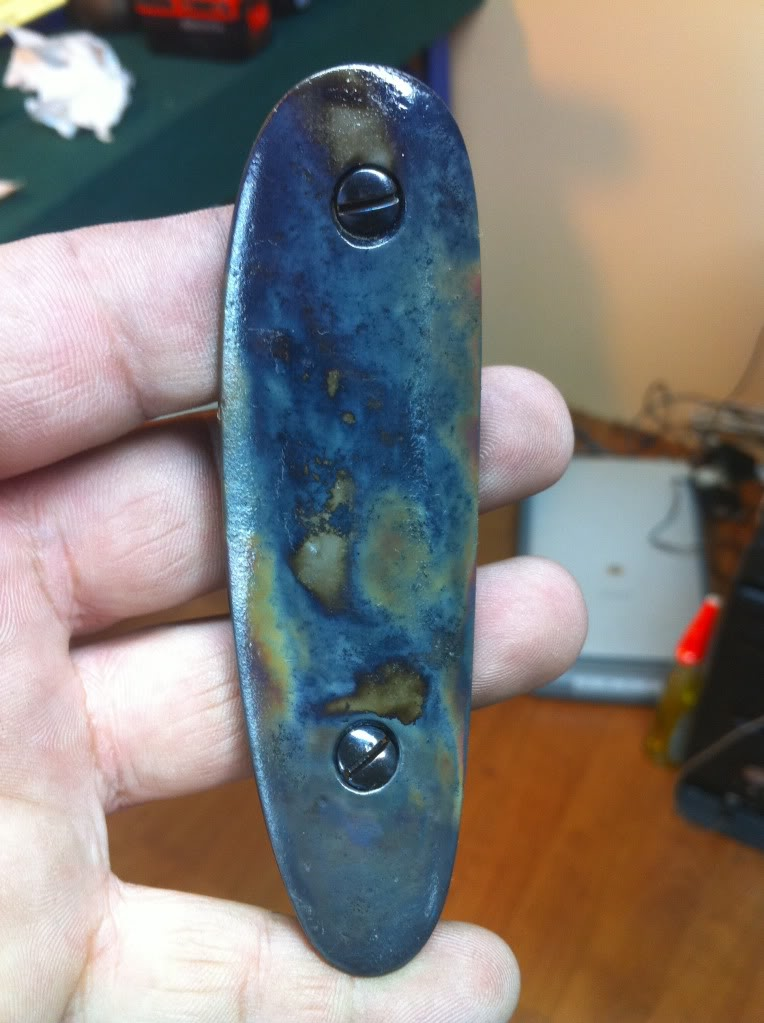
Placa de metall amb el to blavós propi del pavonat.

El pavonat consisteix en la generació d'una capa superficial de magnetita, òxid ferrós-diferric (Fe3O4), al voltant de les peces d'acer per a millorar el seu aspecte i evitar la seva corrosió.

## Història
Els orígens del pavonat són incerts. El que sí que es coneixia és que escalfant l'acer fins a aconseguir un to blavós i submergint-lo en oli, augmentava considerablement la seva resistència al rovell.
Pel que sembla, l'aparença negra blavosa de l'òxid de ferro, similar al plomatge d'un gall dindi o un pavó, és el que li va donar el nom al procés.

## Definició i tipus de pavonat
El pavonat consisteix en la generació d'una capa superficial de magnetita, òxid ferrós-diferric (Fe3O4), al voltant de les peces d'acer per a millorar el seu aspecte i evitar la seva corrosió.
El desgast i deteriorament del pavonat, encara que antiestètic, és un dels “mals menors” que amb més freqüència solen afectar el metall ferrós.
En el mercat existeixen diversos productes per al pavonat en fred, vàlid per a petits retocs, la veritat és que per a grans superfícies i sobretot en els processos de restauració no és suficient.
Hi ha dos mètodes de pavonat: l'àcid (fred) i l'alcalí (calent). L'àcid és, sens dubte, el mètode que proporciona millor qualitat, durada i aspecte, però requereix molt temps per aconseguir el resultat desitjat. El pavonat àcid s'obté mitjançant l'aplicació de productes químics que proporcionen una oxidació superficial de gran adherència i durabilitat. En canvi, el pavonat alcalí és molt més fàcil d'aconseguir i en menys temps, pel que és el mètode utilitzat habitualment en la restauració de petites peces que han perdut el pavonat original.

### Pavonat per immersió
Les peces resultants d'aquesta tipus de pavonat prenen una coloració blavosa, per la qual cosa també se'l coneix com a blavós.
Es tracta de la immersió de les peces metàl·liques en una mescla de nitrat de potassi i nitrat de sodi a temperatures d'entre 310 i 350 °C. Després d'aquesta immersió, les peces són rentades amb sabó calent, finalitzant el procés de pavonat per immersió.

### Pavonat per escalfament
Aquest procés de pavonat es duu a terme en forns a temperatures de 400 °C. Per iniciar el procés és necessari fer una minuciosa neteja de les peces metàl·liques per evitar qualsevol mena de rovell o brutícia. Posteriorment, es recobreixen amb una solució d'asfalt al 25%, tot i que igualment es pot fer servir una solució de vernís d'oli en gasolina. Després d'aquest pas, les peces metàl·liques es col·loquen sobre una malla de ferro i s'introdueixen en el forn al voltant de 10 minuts, acabant el procés.
El pavonat es pot fer en metall laminat però s'utilitza amb més freqüència en els canons de les armes i en altres components de les armes de foc.

## La importància d'una bona instal·lació de pavonat
El pavonat és un mètode molt eficaç per a evitar la corrosió dels metalls sempre que es porti a terme en instal·lacions adequades per aquests processos. Quan les plantes de pavonat estan mal dissenyades o mal instal·lades es poden presentar una sèrie de contratemps, com ara: ineficàcia del procés, producció de peces deficients, trencaments de les peces resultants, nul·la protecció a la corrosió o producció d'elements tòxics. Per aquesta raó, és necessari comptar amb assessors que tinguin el coneixement necessari per a dur a terme la instal·lació de plantes de pavonat.